# Haus Hauptstraße 25 (Nesselwang)

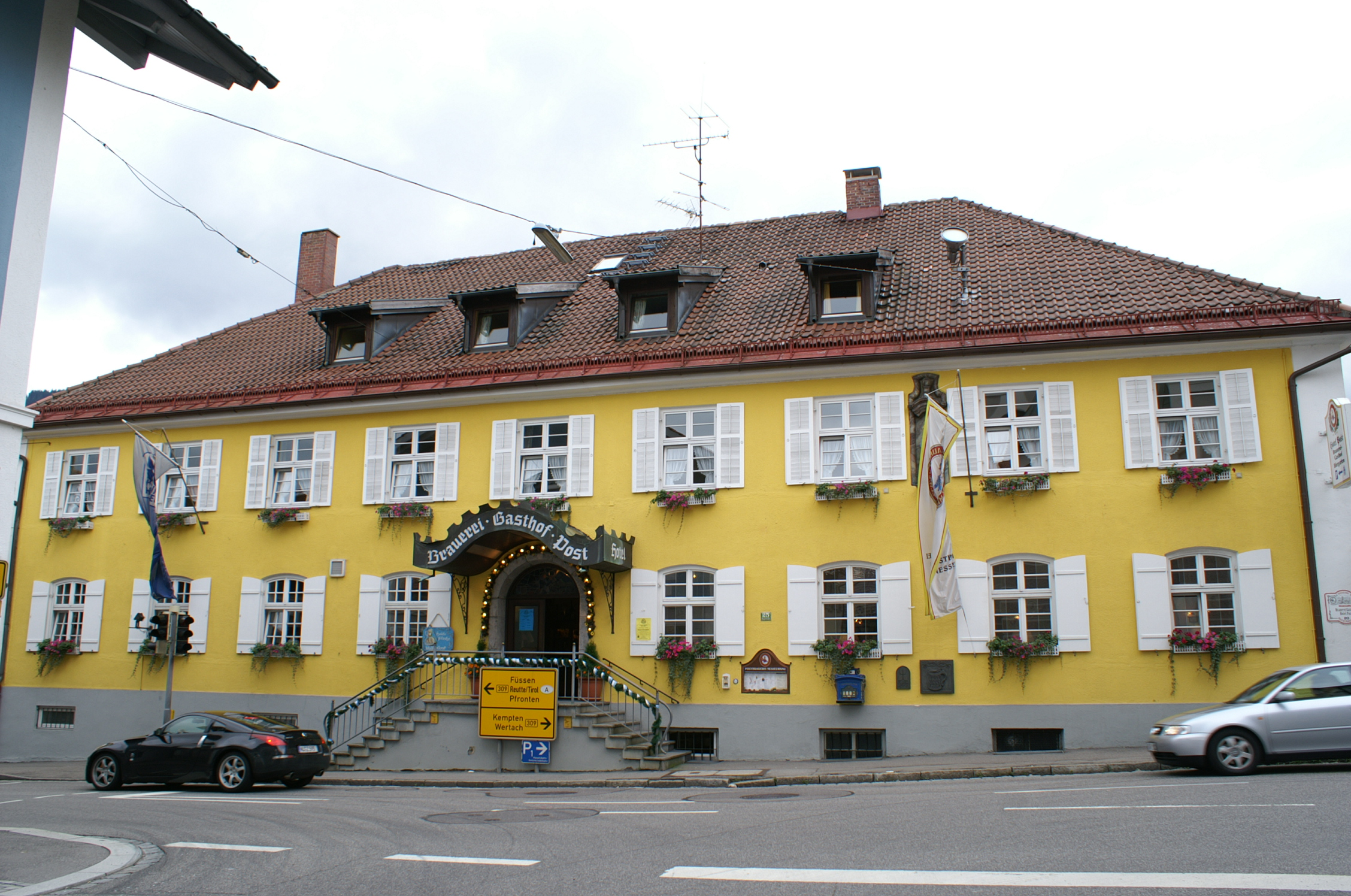
Gasthof Hotel Post

Das Haus Hauptstraße 25 ist ein unter Denkmalschutz stehender Gasthof mit angeschlossener Brauerei in Nesselwang. Es wird heute vom Brauerei-Gasthof Hotel Post genutzt.

## Geschichte
Das Brauerei-Anwesen wurde 1650 zum ersten Mal urkundlich erwähnt. Durch Hochzeiten und Erbschaften war der Gasthof mit seiner Brauerei von 1650 bis 1883 im Besitz mehrerer Familien. Seit 1568 wurde der Gasthof unter dem Namen „Adler-Brauerei“ geführt. Weil im Jahr 1817 der damalige Besitzer auch die Funktion der Poststelle übernahm, erhielt er die Bezeichnung „Postanwesen“ und wurde amtlich eingetragen. Seit dem 25. Januar 1883 ist der „Brauerei-Gasthof Hotel Post“ im Besitz der gleichen Familie. Der Gasthof wurde 2009 mit der „Goldenen BierIdee“ ausgezeichnet.

## Gebäude
Das denkmalgeschützte Gebäude des Gasthofs ist ein stattlicher Walmdachbau mit Ecklisenen und Figurennische. Das zweigeschossige Haus verfügt über neun Fensterachsen, der Eingang liegt mittig in der Front zur Hauptstraße. Das Haus stammt vermutlich aus dem ersten Drittel des 19. Jahrhunderts.